# 치평동
치평동(治平洞)은 광주광역시 서구의 행정동이자 법정동이다. 광주광역시의 중심부이다.

## 주요 시설

### 방송국
- KBS광주방송총국
- BBS광주불교방송
- cpbc 광주가톨릭평화방송

### 아파트
| 단지명            | 건설사                   | 시행사                   | 주소                | 입주        | 비고 |
| ----------------- | ------------------------ | ------------------------ | ------------------- | ----------- | ---- |
| 상무지구 금호대우 | ㈜대우 건설부문 금호건설 | ㈜대우 건설부문 금호건설 | 서구 치평로 107     | 1998년 2월  |      |
| 상무지구 금호쌍용 | 남광토건 금호건설㈜      | 쌍용건설 금호건설㈜      | 서구 치평로 35      | 1998년 2월  |      |
| 금호타운 3단지    | 금호건설㈜               | 금호건설                 | 서구 치평로 23      | 1998년 2월  |      |
| 금호타운 4단지    | 금호건설㈜               | 군인공제회               | 서구 상무공원로 61  | 1998년 5월  |      |
| 우미 1차          | ㈜우미산업개발           | ㈜우미산업개발           | 서구 상무공원로 35  | 1997년 5월  |      |
| 한국              | 한국건설㈜               | 한국건설㈜               | 서구 상무시민로 65  | 1998년 3월  |      |
| 라인대주          | 라인건설㈜ ㈜대주건설    | 라인주택㈜ ㈜대주건설    | 서구 치평로 15      | 1997년 7월  |      |
| 라인동산          | 라인건설㈜ ㈜동산주택    | 라인건설㈜ ㈜동산주택    | 서구 상무평화로 64  | 1997년 5월  |      |
| 호반              | 호반건설                 | 호반건설                 | 서구 상무공원로 128 |             |      |
| 대주 1차          | ㈜대주건설               | ㈜대주건설               | 서구 상무공원로 94  | 1997년 7월  |      |
| 현대              | 현대건설                 | 현대건설                 | 서구 내방로 52      | 1998년 11월 |      |
| 해광한신          | 해광건설㈜ ㈜한신건설    | 해광건설㈜ ㈜한신건설    | 서구 상무공원로 114 | 1998년 2월  |      |

### 오피스텔
- 진아건설 상무 리채시티 : 2014년 3월 입주.